# Veine dorsale superficielle du pénis
Les veines dorsales superficielles du pénis sont des veines, deux la plupart du temps,  situées dans les organes génitaux externes de l'humain de sexe masculin.

## Origine
Les veines dorsales superficielles du pénis sont formées par la convergence des veines de drainage du  pénis. 

## Trajet
Les veines dorsales superficielles du pénis cheminent sur la face dorsale de celui-ci dans le tissu celluleux sous-cutané au-dessus du fascia pénis, depuis la couronne du gland jusqu'à la symphyse pubienne. 
Au niveau de la couronne et en avant de la symphyse pubienne, elles s'anastomosent avec la veine dorsale profonde du pénis. 
Elles communiquent également avec les veines scrotales, sous-cutanées abdominales et obturatrices.

## Terminaison
Les veines dorsales superficielles du pénis se jettent dans la veine pudendale externe superficielle.